# Томас, Д. М.
Дональд Майкл Томас (англ. Donald Michael Thomas, также известный как Д. М. Томас; 27 января 1935[…], Carnkie, Корнуолл, Великобритания — 26 марта 2023, Труро, Юго-Западная Англия) — британский писатель, поэт, переводчик, знакомый российскому читателю по таким скандально известным романам, как «Белый отель» (пер. Г. Яропольский), «Вкушая Павлову» (пер. З. Джандосова) и «Арарат» (пер. Г. Яропольский). В родной Великобритании писатель всегда позиционировался как «аутсайдер», однако его работы единогласно признавались шедеврами литературного постмодернизма в континентальной Европе и Америке.

## Биография
Томас с отличием (First Graduate Honours) окончил в 1959 году Новый колледж Оксфордского университета по английскому языку, после чего некоторое время работал в Австралии и США, пока не вернулся в родной Корнуолл. В 1950 годы Томас активно изучал русский язык, знание которого впоследствии успешно применил в своём творчестве. В это время Томас обнаруживает в себе интерес к русской литературе, в частности к поэзии Александра Пушкина и Анны Ахматовой. Эта страсть писателя нашла позже отражение в его общепризнанных переводах этих поэтов, а также в серии из пяти романов («Арарат», «Ласточка», «Сфинкс», «Саммит» и «Ложе лжи»), объединённых названием «Русские ночи», своеобразной дани благодарности Пушкину.
В России переведены несколько романов Д. М. Томаса, в том числе наиболее известный его роман «Белый отель» (The White Hotel), написанный им в 1980 году — полуфантастическая драма в пяти частях-главах о русской оперной певице, страдающей фантомными болями и подвергнутой психотерапии. Тема психоанализа становится центральной и в другом переведённом на русский романе Томаса — «Вкушая Павлову» (Eating Pavlova). В нём главным героем выступает Зигмунд Фрейд, находящийся на смертном одре и пытающийся поделиться с невидимым собеседником своими сокровенными воспоминаниями, фобиями и потаёнными желаниям.
Кроме того, в России издан роман Томаса «Арарат» — вольная фантазия на тему героев пушкинского «Медного всадника».
Умер 26 марта 2023 года в возрасте 88 лет.